# Gonodactyloideus
Gonodactyloideus is een geslacht van kreeftachtigen uit de klasse van de Malacostraca (hogere kreeftachtigen).

## Soorten
- Gonodactyloideus cracens Manning, 1984
- Gonodactyloideus rubrus Ahyong, 2004
- Gonodactyloideus tricarinatus Ahyong, 2002